# Ignaz Johann Wasner
Ignaz Johann Wasner – austriacki dyplomata.
W latach 1732–1733 był rezydentem austriackim w Paryżu, a w latach 1736-1740 w londynie.